# Centro de Santana
Centro de Santana é uma denominação comumente utilizada, para se referir à região próxima a Estação Santana do distrito de Santana, na zona norte da cidade de São Paulo.
A região se destaca pelo seu intenso comércio, localizado nas suas vias principais e adjacências, são elas as ruas: Leite de Morais, Doutor César, Alfredo Pujol, Voluntários da Pátria, avenida Cruzeiro do Sul, avenida Brás Leme e avenida Santos Dumont.

## História
Entre os bairros setentrionais de além-Tietê, Santana destaca-se não apenas por ser o principal, como também por ser dos mais antigos. Suas origens remontam à mais importante propriedade rural dos Jesuítas, em terras paulistanas, no passado: a “Fazenda Tietê”, que mais conhecida se tornou sob o nome de “Fazenda de Sant'Ana”.
O rio Tietê, em seu trecho paulistano, se apresentava – antes da sua retificação – como um rio de várzea, isto é: um rio que permanece no período da estiagem com áreas secas – que no período das cheias, são inundadas. Uma das atividades principais em torno do Tietê, desde a época colonial, foi a extração de areia de sua várzea para fins de construção, principalmente. A paragem do Areal que corresponde atualmente à rua Voluntários da Pátria e essa atividade perdurou até meados do século XX. Além das colinas, extensas áreas de várzeas, ligadas ao Tietê, encontravam-se entregues ao abandono (ora contendo olarias e “portos de areia”, ora transformadas em improvisados campos de futebol), com muito poucas habitações e com simples esboços de arruamentos. Eram “vazios” na paisagem urbana, que só recentemente passaram a ser ocupados. Esse primeiro povoamento das terras de Santana, foi estritamente rural, repleto de propriedades de chacareiros.
Havia terras destinadas para o uso coletivo dos habitantes locais, em especial, para pastagem de animais. Santana está localizada entre a margem direita do rio Tietê e a Serra da Cantareira. Do início da rua Voluntários da Pátria até o começo das colinas do bairro correspondia a um terreno de várzea, alagadiço.
Da vida urbana da Santana colonial, levando em conta o padrão de desenvolvimento dos núcleos populacionais, que se davam em torno da Igreja ou Capela local, supõe-se que tenha se dado em torno da sede da Fazenda de Sant'Ana – atual CPOR – no alto da rua Alfredo Pujol, onde havia uma capela aonde se realizavam missas e outras funções litúrgicas católicas. Bairros como Santana se desenvolveram de forma clássica aos bairros do mundo ocidental católico, onde a vida do núcleo estava intrinsecamente ligada à vida da Paróquia, Igreja ou Capela, não só pela vida social, mas também pela localização urbana das habitações.

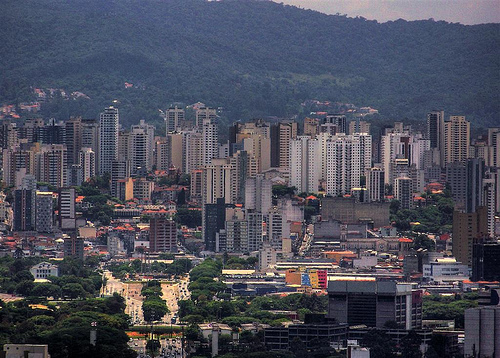
Na imagem é visível a diferenciação do centro para o alto do bairro.

Em 1894, ergueu-se no Alto de Santana um colégio e uma capela: o Colégio Santana e a Capela de Santa Cruz, mantidos pelas Irmãs de S. José. Com o estabelecimento da capela – esta desmembrou-se da Paróquia de Santa Efigênia e tornou-se matriz provisória de Santana, em 1895. Contudo, e, ao contrário do que se devia esperar, não será na colina que se dará a construção da nova matriz de Santana, mas sim, na área de várzea, onde se formaria o núcleo populoso e de comércio do bairro desenvolvendo-o anos mais tarde.
As áreas de várzea, possuíam menores valores quando comparados as áreas de colina. Tal diferenciação dava-se menos pelas condições geomórfológicas, e mais no sentido da limitação das atividades econômicas ou mesmo de uso residencial que elas propiciavam. No Alto de Santana desenvolveu-se uma população mais abastada, com habitações de padrão superior às da população da várzea do Tietê. Santana recebe investimentos e equipamentos de uso público, como iluminação, arruamento e saneamento básico. Com a vinda dos imigrantes europeus – com destaque para imigração italiana – os antigos núcleos de povoamento periférico, como o de Santana, passaram a ser procurados pelos trabalhadores que buscavam local de baixo custo para se assentarem.
Na área de várzea – que corresponde ao atual centro do bairro – os pequenos sítios e chácaras, ainda provenientes do período anterior, foram desmembrados, loteados e vendidos a baixo preço – por não terem infra-estrutura – e serviram então para o estabelecimento de pequenas fábricas e residências – mais modestas – que absorveram parte da população italiana e nacional que ali se estabelecia.
Nesse mesmo período – primeiro quartel do século XX – se instalava ali próximo o primeiro aeroporto da cidade – o Campo de Marte – e a penitenciária do Estado: equipamentos públicos que marcaram profundamente o desenvolvimento da vida no bairro de Santana até os dias de hoje. Nos anos 1960, por iniciativa privada, Santana sedia o Parque Anhembi trazendo milhares de turistas ao bairro. Anos mais tarde integrou-se com o resto da cidade através da construção da Linha 1-Azul do Metrô, a região passou por um processo de desenvolvimento e avanços em sua infraestrutura, que a transformou no principal polo comercial regional.
Ayrton Senna praticava kart nas imediações da Rua Aviador Gil Guilherme e Avenida Santos Dumont, onde seus avós moravam e onde morou até os quatro anos de idade, segundo o livro "Ayrton – O Herói Revelado", de Ernesto Rodrigues. Cresceu no bairro onde seu pai, Milton da Silva e seu avô paterno, Antônio Teodoro da Silva nasceram. Seu pai atuava no ramo de vendas de automóveis nas imediações da Avenida Cruzeiro do Sul. O piloto possuía escritório no Centro Empresarial Vari, na Rua Doutor Olavo Egídio, o condomínio empresarial possui um heliponto, onde Ayrton chegava muitas vezes pilotando o próprio helicóptero.

## Atualidade
A região mais antiga do bairro está relativamente degradada devido principalmente a zonas de meretrício e pichações. Algumas de suas vias sofrem de  inúmeras inundações, como as avenidas Cruzeiro do Sul e Zaki Narchi.
O centro de Santana é bem servido de serviços de transporte, apresenta 3 estações da linha 1-Azul do Metrô, o Terminal Rodoviário Tietê e o Terminal Santana.
Nas proximidades da estação Santana encontra-se uma forte concentração comercial. Na rua Voluntários da Pátria há aproximadamente 600 lojas de diversos setores. O comércio é auto-suficiente, exercendo atração sobre outros bairros da região norte. Esse é  um dos fatores que fazem Santana ser o bairro mais importante da área norte do município.
Para conter o avanço deste tipo de atividade a Subprefeitura de Santana-Tucuruvi lançou projetos de revitalização da região, que desde o ano de 2009 passa por transformações. A última delas ocorreu na primeira metade do ano de 2010, quando a subprefeitura regional removeu parte dos vendedores ambulantes e promoveu a reforma das calçadas da Rua Voluntários da Pátria e paralelas à mesma.
Para evitar o retorno dos comerciantes ambulantes ao bairro houve a construção de floreiras em suas calçadas mais atingidas e patrulhamento da Polícia Militar no reforço da fiscalização das ruas.  Além da Voluntários da Pátria, as ruas: Leite de Moraes, Gabriel Piza, Duarte de Azevedo, Racionalismo Cristão e a Avenida Cruzeiro do Sul também receberam melhorias. A Operação Delegada, nome dado ao convênio Prefeitura-Polícia Militar combateu o comércio ambulante que existia na região e hoje faz vigilância por ser muito movimentada.
Além de centro comercial a localidade é um polo de lazer, apresenta muitos restaurantes, centros culturais e bares. O Parque da Juventude, o Museu do Dentista e o teatro Alfredo Mesquita são exemplos dos equipamentos culturais da região. Em virtude do Anhembi Parque, Aeroporto Campo de Marte e Multimídia Trade Center existe uma oferta de flats e hotéis na área.
A mesma abriga diversos institutos educacionais públicos e privados. São escolas de idioma e colégios tradicionais como: Salete, Prof. Derville Allegretti, Vereador Antonio Sampaio, Luiza de Marilac, Padre  Antônio Vieira, dentre outros.